# خار، پاکستان
خار (به انگلیسی: Khaar) یک شهر در پاکستان است که در پاکستان واقع شده‌است. خار ۸۷۰ متر بالاتر از سطح دریا واقع شده‌است.